# Liste der denkmalgeschützten Objekte in Hohentauern
Die Liste der denkmalgeschützten Objekte in Hohentauern enthält die 6 denkmalgeschützten, unbeweglichen Objekte der Gemeinde Hohentauern.

## Denkmäler
| Foto |                 | Denkmal                                                                                        | Standort                                     | Beschreibung | Metadaten |
| ---- | --------------- | ---------------------------------------------------------------------------------------------- | -------------------------------------------- | --- | --- |
| ja   | Datei hochladen | Scheibelalm HERIS-ID: 91241 Objekt-ID: 105989                                                  | Edelrautestraße 4 Standort KG: Hohentauern   | → Hauptartikel : Scheibelalm f1                                                                                          | BDA-Hist.: Q37753770 Status: § 2a Stand der BDA-Liste: 2025-06-30 Name: Scheibelalm GstNr.: .106 Scheibelalm, Hohentauern                                                        |
| ja   | Datei hochladen | Sog. Scheipplhof HERIS-ID: 51533 Objekt-ID: 57204                                              | Scheipplsiedlung 13 Standort KG: Hohentauern | | BDA-Hist.: Q38045784 Status: Bescheid Stand der BDA-Liste: 2025-06-30 Name: Sog. Scheipplhof GstNr.: 189/1 Scheipplhof                                                           |
| ja   | Datei hochladen | Kath. Pfarrkirche St. Bartholomä am Hohen Tauern und Friedhof HERIS-ID: 51534 Objekt-ID: 57205 | Kirchgasse 2 Standort KG: Hohentauern        | Die Pfarrkirche aus dem 14. Jahrhundert beherbergt einen Schnitzhochaltar von Josef Stammel, der um 1750 entstanden ist. | BDA-Hist.: Q38045793 Status: § 2a Stand der BDA-Liste: 2025-06-30 Name: Kath. Pfarrkirche St. Bartholomä am Hohen Tauern und Friedhof GstNr.: .21, 212/2 Pfarrkirche Hohentauern |
| ja   | Datei hochladen | Bauernhof (Anlage) Hammergut HERIS-ID: 91261 Objekt-ID: 106009                                 | Triebental 11 Standort KG: Hohentauern       | | BDA-Hist.: Q37753934 Status: § 2a Stand der BDA-Liste: 2025-06-30 Name: Bauernhof (Anlage) Hammergut GstNr.: .92 Hammergut (Hohentauern)                                         |
| ja   | Datei hochladen | Forsthaus HERIS-ID: 91266 Objekt-ID: 106014                                                    | Triebental 23, 30 Standort KG: Hohentauern   | | BDA-Hist.: Q37754005 Status: § 2a Stand der BDA-Liste: 2025-06-30 Name: Forsthaus GstNr.: 573, .168 Forsthaus Triebental                                                         |
| ja   | Datei hochladen | Bauernhaus Wolfgerhube (Königsbacherhube) HERIS-ID: 91268 Objekt-ID: 106016                    | Triebental 27 Standort KG: Hohentauern       | | BDA-Hist.: Q37754037 Status: § 2a Stand der BDA-Liste: 2025-06-30 Name: Bauernhaus Wolfgerhube (Königsbacherhube) GstNr.: .60                                                    |